# Buszyce (województwo opolskie)
Buszyce (niem. Buchitz) – wieś w Polsce położona w województwie opolskim, w powiecie brzeskim, w gminie Lewin Brzeski.
Przez miejscowość przebiega droga krajowa nr 94.
W latach 1975–1998 miejscowość administracyjnie należała do ówczesnego województwa opolskiego.

## Zabytki
Do wojewódzkiego rejestru zabytków wpisany jest:
- kościół fil. pw. Świętej Trójcy, z XVI w.